# زیگفرید لنتس
زیگفرید لنتس (به آلمانی: Siegfried Lenz) (زاده ۱۷ مارس ۱۹۲۶ – درگذشته ۷ اکتبر ۲۰۱۴) از نویسندگان بزرگ آلمانی بعد از جنگ در قرن بیستم بود. او مدتی نیز روزنامه‌نگار بود.

## زندگی
او دبستان و دبیرستان را در زادگاهش به پایان رساند و سال ۱۹۴۳ به خاطر شرایط زمان جنگ، دیپلم زودهنگام گرفت و بلافاصله به خدمت فراخوانده شد و به نیروی دریایی آلمان پیوست.
او کمی پیش از پایان جنگ جهانی دوم در دانمارک از جبهه فرار کرد و در راه فرار در ایالت اشلسیگ هولشتاین آلمان به اسارت نیروهای انگلیسی درآمد و به اردوگاه اسرای جنگی انگلیسی‌ها فرستاده شد.
پس از آزادی در دانشگاه هامبورگ به تحصیل فلسفه و ادبیات انگلیسی پرداخت. اما آن را نیمه کاره رها کرد و به شکل آزاد در روزنامه آلمانی دی ولت مشغول به کار شد.
او سال‌های ۱۹۵۰–۱۹۵۱ سردبیر این روزنامه شد. همان‌جا با لیزه لوته آشنا شد و سال ۱۹۴۹ با او ازدواج کرد.
همسر اول لنتس سال ۲۰۰۶ درگذشت و او در سال ۲۰۱۰ درحالی که ۸۲ ساله بود با همسایه ۷۴ ساله خود ازدواج کرد.

## عضویت در حزب
بر اساس مدارک موجود در بایگانی برلین، لنتس ۱۲ ژوئیه سال ۱۹۴۳ وارد حزب نازی شد. اما خودش می‌گوید از این موضوع بی اطلاع بود.
او مانند گونتر گراس از سیاست شرقی ویلی برانت، صدراعظم آلمان و حزب سوسیال دموکرات آلمان پشتیبانی کرد و به همین خاطر برای امضای قرارداد آلمان و لهستان در سال ۱۹۷۰ به ورشو دعوت شد.

## آثار او به فارسی
تاکنون تنها یک اثر از این نویسنده به فارسی ترجمه شده و آن رمان زنگ انشاء است که حسن نقره چی ترجمه و انتشارات نیلوفر سال ۱۳۸۸ آن را منتشر کرد.
این رمان خاطرات نوجوانی خلافکار است که به خاطر دزدیدن چند تابلوی نقاشی دوران بازپروری را در پرورشگاه می‌گذراند.
مجموعه داستان «دوردست همین جاست و داستانهای دیگر» اثری دیگر از این نویسنده است که توسط حسن نقره چی ترجمه و انتشارات نیلوفر سال ۱۳۹۲ آن را منتشر کرده‌است.